# Catalessia

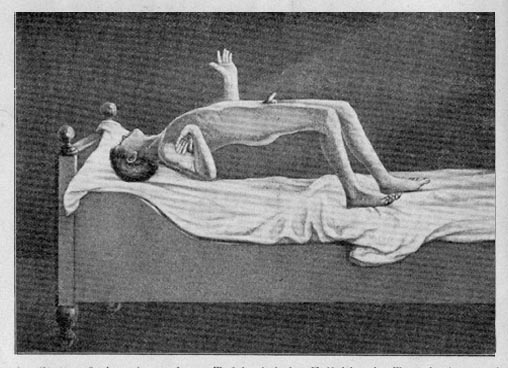

La catalessia, comunemente detta catalessi, è una condizione caratterizzata solitamente da rigidità delle estremità ed una ridotta sensibilità al dolore, per tale motivo viene considerata come uno stato di morte apparente. È considerato un disturbo del comportamento psicomotorio, chiamato anche flexibilitas cerea. È la possibilità di far assumere al soggetto posizioni fisiche, anche scomode, per un certo periodo di tempo, a ciò si associa un tono muscolare di tipo plastico, di riscontro in quadri schizofrenici, ma anche psicorganici.
Gli studiosi ritenevano in passato che questo disordine fosse il risultato di uno stato mentale (controllabile) che non aveva basi fisiologiche. Oggi comunque i ricercatori sanno che la catalessia non compare volontariamente; spesso invece si manifesta come uno di una serie di sintomi causati da disordini che hanno cause fisiche.

## Patologie correlate
La catalessia, ad esempio, può essere prodotta da condizioni disparate quali schizofrenia, malattia di Parkinson ed epilessia. In alcuni casi, istanze catalettiche isolate possono essere provocate da un acuto shock emotivo.